# La conquista di Roma (Serao)
La conquista di Roma è un romanzo della scrittrice Matilde Serao, pubblicato per la prima volta nel 1885 da Barbera, ma anticipato alla fine del 1884 sul Capitan Fracassa e poi riedito nel 1910 dalla stessa autrice.

## Trama
La storia segue l'ascesa al potere di Francesco Sangiorgio, giovane neodeputato proveniente dalla Basilicata, nella Roma di fine Ottocento. La trama si sviluppa in tre parti: la prima racconta dell'arrivo del protagonista alla capitale e il suo iniziale spaesamento nei confronti di un ambiente a lui completamente estraneo, quello urbano, sofisticato e complesso dell'Urbe in confronto alla povertà del suo ambiente d'origine. Soppesando i sacrifici, le privazioni subite e gli studi che l'hanno tenuto occupato per anni pur di giungere all'agognato obiettivo, decide che l'unico modo per sopravvivere alla Capitale, è quello di "conquistarla". Con queste premesse, durante la seconda parte del romanzo, Sangiorgio inizia una lenta ma inesorabile scalata al potere, riuscendo nonostante il suo carattere introverso a farsi conoscere e iniziare una relazione con una celebre salottiera, sfidare a duello, vincendo, un deputato potente ma segretamente odiato da tutti, e divenendo artefice della caduta in disgrazia del Ministro dell'Interno, permettendo ad un politico che l'ha avuto in grazia di occupare il posto. La terza parte concluderà questo ciclo con gli effetti della scalata al potere del protagonista, che si innamora della giovane moglie di un amico deputato finché questo non comporta al culmine la sua disillusione e alla sua convinzione finale che è stata Roma a conquistarlo.